# Frank Wolff (Tintin)
Pour les articles homonymes, voir Frank Wolff (homonymie).
Frank Wolff est un personnage de fiction des Aventures de Tintin, créé par Hergé. Ingénieur astronautique au centre de recherches atomiques de Sbrodj, en Syldavie, il seconde le professeur Tournesol dans le programme de construction de la fusée lunaire, dans l'intrigue de l'album Objectif Lune, la seizième aventure de la série, dont la prépublication commence le 30 mars 1950.

## Le personnage dans l'œuvre d'Hergé
Ingénieur adjoint du professeur Tournesol, il accueille Tintin et le capitaine Haddock à leur arrivée au Centre de Recherches Atomiques de Sbrodj, en Syldavie dans Objectif Lune.
On apprend dans On a marché sur la Lune qu'il est en réalité un traître, car victime d'un chantage, ayant permis à Jorgen de s'infiltrer à bord de la fusée. Une fois sur la Lune, contraint par ce dernier malgré son opposition, il l'aide à abandonner tous les compagnons de Tintin sur place, projetant un départ anticipé de la fusée, méfait qui échoue grâce à l'intervention de Tintin.
Il s'agit d'un personnage ambivalent, qui a mal tourné à cause de son vice caché : une addiction au jeu (ludomanie). Trois ans avant l'expédition lunaire, alors qu'il travaillait dans la base américaine de White Sands (en), il accumula beaucoup de dettes. Des espions au service d'une puissance étrangère (non citée dans l'histoire) repérèrent sa faille et lui proposèrent d'éponger ses dettes contre des renseignements mineurs sur la base. Le poisson ferré, ils lui réclamèrent des informations plus importantes et le firent chanter en menaçant de révéler l'affaire s'il refusait, ce qui aurait brisé sa carrière. Il cherche à fuir ses maîtres chanteurs en partant pour l'Europe où, se croyant en sécurité, il rejoint l'expédition lunaire, secondant efficacement et avec joie le professeur Tournesol.
Seulement, les espions le retrouvent et recommencent à le faire chanter. La mort dans l'âme, sa joie des débuts d'Objectif Lune laisse progressivement place à la peur. C'est lui qui transmet les plans de la fusée expérimentale aux parachutistes et assomme le capitaine qui était en embuscade dans les couloirs de la base. Il charge dans la fusée des caisses de matériel d'optique en provenance d'Iéna (Allemagne de l'Est), sachant que l'une d'elles servait de cachette à un homme. Apparemment d'une grande naïveté, il dit avoir cru qu'il s'agissait d'un journaliste en quête d'un scoop, comme on le lui avait fait croire. Il coopère avec Jorgen mais découvre avec horreur que ce dernier est prêt à faire partir la fusée en abandonnant le reste de l'équipe sur la lune : ce départ échoue in extremis grâce à l'intervention de Tintin.
Cependant, Wolff va racheter ses fautes. Il participe à la remise en état de la fusée pour hâter les préparatifs de départ. Lorsque Jorgen, armé, se rend maître du vaisseau et veut tuer Tintin et ses compagnons, Wolff l'empoigne pour s'y opposer : dans la mêlée, le coup de pistolet part et tue Jorgen. Tintin redonne alors sa confiance à Wolff et lui rend sa place dans l'équipe. Lorsque l'air respirable vient à manquer, Wolff, pris de remords, se sacrifie en sautant dans l'espace, permettant ainsi de sauver le reste de l'équipe.

## Sources d'inspiration
Le personnage rappelle Klaus Fuchs, physicien américain d'origine allemande qui travailla au laboratoire national de Los Alamos et à l'établissement de recherche atomique d'Harwell. Recruté par le NKVD en 1941, il se livra à l'espionnage en fournissant des informations sensibles à l'Union soviétique. Après la découverte de sa trahison, il fut condamné, en 1950, à 14 ans de prison pour avoir divulgué des secrets concernant les bombes atomiques américaines. Les noms du personnage et de son modèle signifient respectivement "loup" et "renard" en allemand. Au physique et au moral, Wolff ressemble aussi à deux autres Américains condamnés pour espionnage atomique : David Greenglass et son beau-frère Julius Rosenberg,.
Hergé s'est aussi largement inspiré du film La Femme sur la Lune de Fritz Lang (1929) où l'expédition lunaire du professeur Manfeldt est en perdition sur la Lune à cause d'une balle perdue qui a percé le réservoir d'oxygène : un des membres de l'équipe doit demeurer sur la Lune pour que les autres aient assez d'air pour retourner ; le tirage au sort désigne Hans, fiancé de la jeune Friede, mais c'est un autre savant, Julius Wolff, qui se porte volontaire pour rester.

## Analyse
Hergé explique que la complexité du personnage en fait sa richesse. Il lui accorde ainsi une sorte de rachat en lui permettant d'accomplir le sacrifice de sa vie. Le bédéiste, comme Haddock, considère que c'est la preuve qu'à côté du loser, il y a aussi un "héros". Face à Numa Sadoul, Hergé s'interroge ainsi : « C'est un sacrifice. Le soldat qui se fait sauter avec un pont, l'Église lui refusera-t-elle son ticket pour le Paradis ? »
Dans l'adaptation animée Les Aventures de Tintin, d'après Hergé, Wolff et Jorgen restent vivants et sont ramenés sur Terre pour être livrés à la police ; cependant, les héros montrent de la reconnaissance à Wolff pour s'être retourné contre Jorgen. Dans Les Aventures de Tintin de 1991 par contre, Wolff et Jorgen subissent le même sort que dans la bande dessinée.